# Chapter 1: The Mandalorian
"Chapter 1: The Mandalorian" (em português: "Capítulo 1: O Mandaloriano") é o episódio de estreia da série de televisão estadunidense The Mandalorian, baseada nos personagens criados por George Lucas. O episódio foi ao ar originalmente no serviço de streaming Disney+ em 12 de novembro de 2019 nos Estados Unidos, Canadá e Holanda. Foi escrito pelo showrunner da série Jon Favreau e dirigido por Dave Filoni. O episódio introduz O Mandaloriano (Pedro Pascal), um caçador de recompensas solitário enquanto o seguimos em suas viagens nos confins da galáxia, coletando perigosas e valiosas recompensas.

## Enredo
Cinco anos após a queda do Império, um caçador de recompensas Mandaloriano recolhe uma recompensa após uma briga de bar e retorna para sua guilda pilotando a Razor Crest, seu veículo espacial. Ele se encontra com o líder de sua guilda, Greef Karga, que geralmente fornece-lhes recompensas mal pagas, que não cobrem as despesas das viagens. No intuito de obter uma grande recompensa, o Mandaloriano aceita um trabalho misterioso pelo qual Karga pode fornecer somente um endereço para conhecer o Cliente, que deseja que os detalhes do trabalho sejam privados.
O Cliente, que usa stormtroopers imperiais como guarda-costas, dá ao Mandaloriano um alvo vago requisitando que ele traga-o de volta vivo. A única informação que ele pode fornecer é a idade do avo (50 anos) e o último local conhecido. Em troca, o Cliente promete pagar o caçador de recompensas com uma caixa de Beskar, um metal raro usado pelos Mandalorianos para forjar armaduras impenetráveis. Depois de receber uma única barra de Beskar como adiantamento, o Mandaloriano se reúne com a Armeira em um enclave secreto que abriga outros Mandalorianos. A Armeira, que derrete o metal e o transforma em um peitoral para o Mandaloriano, diz que o material foi recolhido na época do Grande Expurgo, e o excesso dele seria doado para auxiliar as crianças fundadoras, como o Mandaloriano um dia já foi.
O Mandaloriano viaja para o planeta deserto Arvala-7 e conhece um fazendeiro nativo chamado Kuiil que quer ajudá-lo para que ele possa se livrar dos criminosos e mercenários que agora habitam a área. Kuiil ensina o Mandaloriano a montar em um Blurrg, já que não há veículos de velocidade terrestre para atravessar a área, e o guia para o local onde sua recompensa está localizada. Ao chegar ao esconderijo, o Mandaloriano é forçado a se aliar ao IG-11, um droide caçador de recompensas. Eles conseguem limpar toda a instalação de seus guardas Nikto e descobrem que a recompensa é, na verdade, uma criatura bebê de orelhas grandes e verdes. O IG-11 tenta eliminá-la mas o Mandaloriano atira no droide para proteger o bebê e garantir sua recompensa.

## Produção

### Conceito
A Disney anunciou que uma série de televisão em live-action ambientada no universo de Star Wars seria lançada no Disney+ no dia 12 de novembro de 2019. A produção da série custou mais de US$ 100 milhões, com uma média de US$ 15 milhões sendo gastos por episódio. "Chapter 1: The Mandalorian" foi dirigido por Dave Filoni, que é conhecido pelo seu trabalho nas séries Star Wars: The Clone Wars e Star Wars Rebels. Adicionalmente, o episódio foi escrito por Jon Favreau, o showrunner e produtor executivo da série.

### Escolha do elenco
Em novembro de 2018, foi anunciado que Pedro Pascal, Gina Carano e Nick Nolte haviam sido escalados para os papéis principais da série. Depois de ter uma reunião com Favreau, Pascal pensou inicialmente que ele estaria interpretaria o Boba Fett. Em 12 de dezembro de 2018, foi anunciado que Giancarlo Esposito, Carl Weathers, Emily Swallow, Omid Abtahi e Werner Herzog também haviam se juntado ao elenco principal. Em 21 de março de 2019, Taika Waititi revelou que estava fazendo dublagens para um personagem da série, na época a declaração foi especulada como tratando-se do droide caçador de recompensas IG-88. Contudo, após a estreia da série, foi revelado que ele estava dublando um novo personagem chamado IG-11. Algumas imagens mostradas durante a Star Wars Celebration em abril de 2019 revelaram que Bill Burr e Mark Boone Junior estavam na série, com Burr interpretando um fora da lei. Em agosto do mesmo ano durante a D23, foi revelado que a atriz Ming-Na Wen faria uma participação especial na série. Em setembro, Julia Jones foi anunciada no elenco da série.

### Filmagens
As filmagens do episódio tiveram início na primeira semana de outubro de 2018 no sul da Califórnia.

### Música
Ludwig Göransson compôs a trilha sonora do episódio.
| Chapter 1: The Mandalorian |                         |         |  |
| N.º                        | Título                  | Duração |  |
| 1.                         | "Hey Mando!"            | 2:13    |  |
| 2.                         | "Face to Face"          | 5:13    |  |
| 3.                         | "Back for Beskar"       | 2:25    |  |
| 4.                         | "HammerTime"            | 2:17    |  |
| 5.                         | "Blurg Attack"          | 1:25    |  |
| 6.                         | "You Are a Mandalorian" | 3:55    |  |
| 7.                         | "Bounty Droid"          | 3:02    |  |
| 8.                         | "The Asset"             | 1:35    |  |
| 9.                         | "The Mandalorian"       | 3:18    |  |
| Duração total:             | Duração total:          | 25:23   |  |

## Recepção
No geral, "Chapter 1: The Mandalorian" foi bem recebido pela crítica especializada. Atualmente, o episódio detém um índice de aprovação de 90% no Rotten Tomatoes com uma classificação média de 7.75 de 10, com base em 77 análises. O consenso crítico do site diz: "Embora a construção de seu personagem deixe algo a desejar, o Chapter 1 é uma festa visual com senso de aventura suficiente para inspirar a esperança de que a força possa ser forte tal como o Mandaloriano". No Metacritic, o episódio recebeu uma nota média de 69 de 100 baseada em 27 críticas. Lorraine Ali, do Los Angeles Times, descreveu o primeiro episódio como "um sucesso de bilheteria seguro e divertido". Brian Tallerico, do RogerEbert.com, disse que a estreia era "como o personagem no centro do programa, esse cara conhece o trabalho. Conquiste o espectador e mantenha-o conectado enquanto a assinatura mensal é renovada. 'O Mandaloriano' provavelmente fará exatamente isso." Keith Phipps, em sua análise para o Vulture, disse que "The Mandalorian se ergue, [...] cavando o ventre decadente vislumbrado na cena da cantina do Episódio IV e em todo o Rogue One". Melanie McFarland, avaliando o episódio para o Salon.com, disse que "a força é forte com a estreia de The Mandalorian".
Por outro lado, Emily VanDerWerff, da Vox Media, teve uma impressão mais morna do episódio, afirmando que "The Mandalorian mistura Star Wars, faroestes espaguetes e prestígios de TV. Tudo bem. Mas o Disney+ não deveria querer algo mais do que bom?". Além disso, ela também descreveu os primeiros cinco minutos do episódio como "estendidos".